# Ниврянська сільська рада
Ни́врянська сільська́ ра́да — адміністративно-територіальна одиниця та орган місцевого самоврядування в Борщівському районі Тернопільської області. Адміністративний центр — село Нивра.

## Загальні відомості
- Територія ради: 5,406 км²
- Населення ради: 1 061 особа (станом на 2001 рік)
- Територією ради протікає річка Збруч

## Населені пункти
Сільській раді підпорядковані населені пункти:
- с. Нивра
- с. Залуччя

## Населення
Згідно з переписом УРСР 1989 року чисельність наявного населення сільської ради становила 1158 осіб, з яких 503 чоловіки та 655 жінок.
За переписом населення України 2001 року в сільській раді мешкало 1050 осіб.

### Мова
Розподіл населення за рідною мовою за даними перепису 2001 року:
| Мова       | Відсоток |
| ---------- | -------- |
| українська | 99,72 %  |
| російська  | 0,28 %   |

## Склад ради
Рада складається з 15 депутатів та голови.
- Голова ради:
- Секретар ради: Романюк Анна Франківна

### Керівний склад попередніх скликань
| Прізвище, ім'я, по батькові | Основні відомості                                    | Дата обрання | Дата звільнення |
| --------------------------- | ---------------------------------------------------- | ------------ | --------------- |
| Волощук Василь Григорович   | Сільський голова, 1966 року народження, безпартійний | 26.03.2006   | 31.10.2010      |

Примітка: таблиця складена за даними сайту Верховної Ради України

### Депутати
За результатами місцевих виборів 2010 року депутатами ради стали:

#### За суб'єктами висування
| Суб'єкт висування | Кількість обраних депутатів | %   |
| ----------------- | --------------------------- | --- |
| Самовисування     | 15                          | 100 |

#### За округами
| № округу | Прізвище, ім'я, по батькові      | Дата визнання обраним | Освіта             | Партійна приналежність | Відомості про обраного депутата                  |
| -------- | -------------------------------- | --------------------- | ------------------ | ---------------------- | ------------------------------------------------ |
| 1        | Романюк Анна Франківна           | 01.11.2010            | вища               | позапартійна           | Ниврянська сільська рада, секретар               |
| 2        | Коновальчук Марія Павлівна       | 01.11.2010            | середня спеціальна | позапартійна           | Нивра, сестра червоного Христа                   |
| 3        | Шупенюк Ольга Василівна          | 01.11.2010            | вища               | позапартійна           | Ниврянська загальноосвітня школа, вчитель        |
| 4        | Леганчук Марія Павлівна          | 01.11.2010            | середня спеціальна | позапартійна           | Ниврянська сільська рада, бухгалтер              |
| 5        | Пальчевич Ігор Васильович        | 01.11.2010            | середня спеціальна | позапартійний          | Ниврянська загальноосвітня школа, завгосп        |
| 6        | Шешорак Василь Ярославович       | 01.11.2010            | середня спеціальна | позапартійний          | Ниврянська сільська рада, землевпорядник         |
| 7        | Соколик Галина Дмитрівна         | 01.11.2010            | середня спеціальна | позапартійна           | БЦРЛ, лаборант                                   |
| 8        | Батурин Василь Дмитрович         | 01.11.2010            | середня спеціальна | позапартійний          | Борщівський РЕМ, працівник                       |
| 9        | Слатинський Дмитро Михайлович    | 01.11.2010            | середня спеціальна | позапартійний          | ТзОВ «Сокол», тракторист                         |
| 10       | Гаєцька Надія Вікторівна         | 01.11.2010            | середня спеціальна | позапартійна           | ТзОВ «Сокол», працівник                          |
| 11       | Чорнобай Василь Васильович       | 01.11.2010            | середня спеціальна | позапартійний          | тимчасово не працює                              |
| 12       | Шавалюк Ольга Василівна          | 01.11.2010            | вища               | позапартійна           | ТзОВ"Сокол", бухгалтер                           |
| 13       | Сиротюк Василь Михайлович        | 01.11.2010            | середня спеціальна | позапартійний          | ТзОВ «Сокол», тракторист                         |
| 14       | Мишговода Іван Миколайович       | 01.11.2010            | середня спеціальна | позапартійний          | фермерське господарство Надзбруччя, працівник    |
| 15       | Сороковський Петро Броніславович | 01.11.2010            | середня спеціальна | позапартійний          | фельдшерсько-акушерський пункт Зшіуччя, фельдшер |